# Philadelphus mearnsii
Philadelphus mearnsii là một loài thực vật có hoa trong họ Tú cầu. Loài này được W.H. Evans ex Rydb. miêu tả khoa học đầu tiên năm 1905.